# Abrazos, no balazos
Abrazos, no balazos (pol. uściski zamiast nabojów, uściski, nie kule lub przytulenia zamiast kul) – antywojenne hasło używane w Meksyku, często porównywane do hasła „Make love, not war”. Hasło to pierwotnie kojarzono z kontrkulturą Chicanos (Meksykanów mieszkających w Stanach Zjednoczonych) w latach 60. XX wieku i odgrywało ważną rolę w ruchu antywojennym Chicanos, jako okrzyk bojowy przeciwko zaangażowaniu Stanów Zjednoczonych w wojnę w Wietnamie.
Pod koniec lat 2010. termin ten zaczął być szerzej stosowany w meksykańskiej polityce i kulturze. W 2012 roku Andrés Manuel López Obrador, wówczas kandydat Partii Rewolucyjno-Demokratycznej (PRD) na prezydenta, wykorzystał to hasło do opisania swojej polityki bezpieczeństwa w trakcie kampanii przed meksykańskimi wyborami generalnymi, które odbyły się w tym samym roku. López Obrador i jego środowisko polityczne uznawało siły policyjne za brutalne i skorumpowane w kontekście trwającej od grudnia 2006 roku wojny z przestępczością zorganizowaną. W ramach realizacji swojego hasła wyborczego kandydat PRD wzywał do uzyskania przez Meksyk pomocy gospodarczej ze Stanów Zjednoczonych zamiast pomocy wojskowej. 
Abrazos, no balazos było jednym z głównych haseł Lópeza Obradora w czasie kampanii wyborczej w 2018 roku. Realizacja założeń sloganu była jednym z elementów polityki bezpieczeństwa w trakcie jego prezydentury w latach 2018–2024. Zdaniem Lópeza Obradora przemoc jest produktem głębokich nierówności, wobec czego należy działać na rzecz rozwoju gospodarczego, aby młodzi ludzie mieli inne możliwości rozwojowe niż współpraca z organizacjami przestępczymi.
W wyborach prezydenckich w 2024 roku zwyciężyła popierana przez Lópeza Obradora była burmistrz miasta Meksyk Claudia Sheinbaum. Prezydent Sheinbaum jako jeden z głównych filarów swojej strategii bezpieczeństwa uznała zajęcie się przyczynami przemocy, zmieniając interpretację powtarzanego przez jej poprzednika hasła Abrazos, no balazos. W ramach zwalczania przestępczości zorganizowanej zaproponowała wdrożenie rozwiązań, które wprowadziła jako szefowa rządu miasta Meksyk w latach 2018–2023. W październiku 2019 roku mianowała na Sekretarza Bezpieczeństwa Obywatelskiego Omara Garcíę Harfucha. Podczas pełnienia przez niego funkcji odnotowano ogólny spadek liczby pospolitych przestępstw w stolicy, w tym umyślnych zabójstw i różnych rodzajów rozbojów, przypisując ten sukces wdrożeniu wywiadu taktycznego i operacyjnego, a także koordynacji z Biurem Prokuratora Generalnego Miasta Meksyk. 1 października 2024 roku Sheinbaum powołała Garcíę Harfucha na federalnego Sekretarza Bezpieczeństwa i Ochrony Cywilnej, oczekując wdrożenia przez niego rozwiązań mających na celu zmniejszenie skali przemocy w kraju.
W ciągu pierwszych trzech miesięcy urzędowania rząd Sheinbaum podjął znacząco więcej działań na rzecz zwalczania przestępczości zorganizowanej niż jej poprzednik w analogicznym okresie. Liczba operacji przeciwko grupom przestępczym wzrosła z 29 do 202, liczba zatrzymań zwiększyła się z 31 do 7720, a liczba zatrzymanych sztuk broni wzrosła z 26 do 3000. Przez pierwsze trzy miesiące urzędowania Sheinbaum skonfiskowano 665 ton narkotyków w porównaniu do 31 ton z czasów pierwszych trzech miesięcy urzędowania Lópeza Obradora. Jednocześnie liczba zabójstw w kraju spadła z 8591 do 7288 osób.